# 花房徹
花房 徹（はなぶさ とおる、1950年12月3日 - 2014年10月7日）は、日本の俳優・声優・演出家。東京都出身。最終所属はダニーローズエージェンシー。

## 来歴
桐朋学園演劇科卒業（4期生）。創成期の自由劇場に参加。ザ・スーパー・カムパニイ（竹邑類主宰）を経て、自宅を改造した自宅劇場やトラ企画などで自作自演の演劇活動を続ける。俳優としては、日生劇場、帝国劇場、本多劇場、紀伊国屋ホール他様々な舞台に出演。また、初期の二兎社、Lady Ready Project他の演出も手掛ける。また、劇団黒テントの作品にも多く客演。
1990年代は、渋谷ジァン・ジァンで女優をゲストに迎え「夫婦白書」シリーズを作・演出・出演する。2000年より俳優・ダンサーを中心とした表現者が参加するワークショップ形式の「FARM」を立ち上げ、ダンス・パフォーマンスのフェスティバルや路上演劇祭参加、公演などを行い、演劇の新たな形を模索。自ら経営した登戸の食材屋兼食堂「TAMA RIVER」（タマリバー）では、月1回のライブ活動を行う。その後、北千住労音東部センターにて、参加者がパフォーマンスをして観客に投票してもらう形式で「勝ち抜きライブ」を数年にわたって定期的に開催したほか、3か月に1回程度、西荻窪のライブハウス「音や金時」での一人芝居も続けた。

## 出演作品

### 映画
- 神田川（1974年）- ネモ
- 星と嵐（1976年）- 柴田敏夫
- 女帝（1995年）- 樽原

### テレビドラマ
- ウルトラマンレオ 第25話(1974) - クリーン星人
- 俺たちの勲章 第12話(1975) - 泥酔男(矢野を逃がす男)
- 気まぐれ天使 第41話「社を捨てて、街に出よう」(1977) - 筒井信一
- 新・座頭市(1979)
- 熱中時代・刑事編 第13話「新婚旅行で大手柄」（1979年、NTV） - 郷矢
- 噂の刑事トミーとマツ 第11話(1979) - 吉本の手下
- 警視-K （1980）
  - 第7話「太陽が上に向いている」
  - 第9話「オワリの日」
- 傘次郎・新子捕物日記 夫婦河童(1981)
- 噂の刑事トミーとマツ 第2シリーズ 第32話(1982) - 吉岡
- 花丸銀平(1984)
- 事件記者チャボ! (1984) - 畑中次郎
- NHK大河ドラマ 山河燃ゆ(1984)
- あいつと俺（1984）※1980年製作
  - 第10話 - 霧の街の少女 -湯布院-
- ビートたけしの学問ノススメ - 夏目隕石
- 勝手に!カミタマン(1985-1986)
- 危険なふたり3 飛んで火に入る就職編(1985)
- ソープ嬢モモコシリーズ4 グッバイ・ソープガール(1986)
- 美少女仮面ポワトリン 第1話(1990) - 怪盗テレビゲーム小僧
- 北の国から'95秘密(1995)
- いちばん暗いのは夜明け前(2005) - ストーカー風の男
- のぞき屋NOZOKIYA 第12話(2007) - ホームレス

### 舞台
- マクベス (1972.4.1-25　六本木自由劇場)　串田和美プロデュース公演
- 探偵物語 (1972.11.6-26　六本木自由劇場)電気亀・団＋自由劇場超光速逆照射公演
- 楽劇・大晴天 (1973.6.21-30　六本木自由劇場)
- 傀儡戯戀江戸染・八百町お七(1973.8.8-17　草月会館ホール)結城孫三郎・斎藤憐企画公演
- バラエティショー「現代kimono考」女性フェスティバル(1980.5.31　NHKホール)
- 15周年記念特別公演青江三奈ショウ(1980.9.15-18　浅草国際劇場)
- 兎たちのバラード（1981.8.28-31 池袋パモス青芸館）二兎社　旗揚げ公演
- GUYS & DOLLS（ガイズ・アンド・ドールズ）（1993.5.4-27 日生劇場）- ハリー
- アニーよ銃をとれ（1988　昭和63年度文化庁移動芸術祭　登別　三沢　盛岡　大分　1989 日本青年館）
- エニシング・ゴーズ-Anything Goes-(1989.8.5-28　日生劇場)- 中国人・ジョン
- ハザマとスミちゃん（ブレヒト・ルネッサンス第2弾）（1992.4.18-30 下北沢本多劇場　11.12-13 仙台　11.15 盛岡　11.17 いわき　11.29 富山　11.25 浜松　11.28 金沢　11.30-12.1 大阪）劇団黒テント公演
- 夫婦白書（渋谷ジァン・ジァン）（作・演出・出演）
  - PART 1　
  - PART 2　
  - PART 3　（1994.10.1-2）
  - PART 4
  - PART 5　人生相談（1995.7.12-13）
  - PART 6　
  - PART 7　
  - PART 8　
  - PART 9　激中劇（1999.2.10-11）
  - PART 10　浮気な夜の次の朝（1999.12.17-18）
- ヴォイツェク（1995.7.8-28 フランス・アヴィニヨン演劇祭参加　10.20-22 静岡　11.28 碧南　1996.6.26-27 イタリア・ヴィアレッジオTGV演劇祭参加　7.1-3 フランス・グルノーブル演劇祭参加　7.9-18 フランス・アヴィニヨン演劇祭参加 1998.9.24-10.4 シアタートラム　10.8 名古屋市西文化小劇場　10.10-11 神戸アートヴィレッジセンター　10.13-14　宮崎県立芸術劇場）劇団黒テント公演
- 零れる果実（1996.10.26-11.10　シアターコクーン）
- 夕日の老人ブルース（1997.4.10-20 下北沢ザ・スズナリ）劇団黒テント公演
- ローマの休日（2000.3-4）帝国劇場
- 記憶正しく美しく（2000.5.30-6.4　下北沢「劇」小劇場）FARM (作・演出・出演)
- ネネム〜おかしなおかしなおオバケのはなし（2000.7.22-30 世田谷パブリックシアター）
- 接吻（2001.4.10-22　下北沢「劇」小劇場）FARM（作・演出・出演）
- 遠くからやってきた去るたち(2002.5 烏山区民センター前広場)FARM 烏山路上演劇祭参加作品
- ミー・アンド・マイガール （2003.3.2-30 2006.6.2-26 2009.6.3-28）帝国劇場　- ジャスパー卿
- 花房徹ライブ(2005.9.10　音や金時)
- 成りあがるアルトゥロ・ウイの「わが闘争」（2004.9.28-10.3　シアターX）シアターX自主企画
- 花房徹ライブ(2005.6.11　音や金時)
- ヒューマンダイナモ・人間発動機　野口英世（2005.10 紀伊国屋サザンシアター）紀伊國屋書店提携・東京ギンガ堂公演
- 花房徹ライブ(2005.12.10　音や金時）
- 花房徹ライブ(2006.7.8　音や金時)
- くじら島（2006.9-11　釜山市文化会館中ホール　ソウル国立劇場中ホール　東京紀伊國屋ホール　山口下関市民館、山口情報芸術センター、宇部市渡辺翁記念会館、シンフォニア岩国　福岡エルガーラ大ホール）東京ギンガ堂公演
- 花房徹ひとり芝居ライブ(2006.10.6　音や金時)
- 今度は愛妻家（2006.12.22-24　東演パラータ）PRAXIS WINTER PERFORMANCE #1（演出・美術・出演）
- 花房徹ひとり芝居ライブ(2007.4.1　音や金時)
- デージーが咲く街（2007.6.8-17　歌舞伎町「大久保公園」内特設テント）東京ギンガ堂公演
- 花房徹ひとり芝居「春過秋冬」(2007.6.19　音や金時)
- 花房徹ライブwith 笹田留美＆岡野裕磁「春夏集冬」(2007.9.8　音や金時)
- 孫文と梅屋庄吉（2007.10.20-28 紀伊国屋ホール　11.27 宇部市　11.28 下関市　11.29　山口市　11.30　岩国市　12.2 福岡市　12.4 長崎市　中国公演：北京・上海・南京）東京ギンガ堂公演
- 花房徹ひとり芝居「隼夏秋冬」(2008.3.8 音や金時)
- 風に吹かれてドンキホーテ（2008.4.16-20）Theater IWATO
- 終わりに見た街（2008.6）池袋シアターグリーン
- 花房徹ひとり芝居「春夏秋とう」(2008.9.13　音や金時)
- 月の輝く夜に(2008.11.22-29 ル テアトル銀座by parco　12.5 ウェルシティ広島　広島厚生年金会館　12.8 神戸国際会館こくさいホール　12.15-16 中日劇場　12.17 波切ホール　大ホール　12.20-21 北國新聞赤羽ホール)
- 花房徹ひとり芝居「春夏秋冬」(2008.12.26　音や金時)
- 今は昔、栄養映画館(2009.1.18-24　ラピュタ阿佐ヶ谷)
- 花房徹ひとり芝居「(@w@)夏秋冬」（2009.3.14　音や金時）
- 花房徹ひとり芝居「春暇秋冬」(2009.6.17　音や金時)
- 花房徹ひとり芝居「個展」（2009.10.9-10　ギャラリー悠玄）
- 花房徹ひとり芝居「春夏秋桃」(2009.12.10　音や金時)

### 声の出演
- 人形歴史スペクタクル 平家物語 - 朱鼻
- 西遊妖猿伝 - 九頭駙馬
- ラジオドラマブラック・ジャック（1993年）

## 演出
- アフリカの叔父さん（1982.1.28-31　池袋パモス青芸館）二兎社公演
- 水曜日の風景（1982.1.28-31　池袋パモス青芸館）二兎社公演
- 少年隊ミュージカル  PLAYZONE 1989  (1989.7 東京　青山劇場／大阪　大阪フェスティバルホール／名古屋　愛知厚生年金会館)
- 王様盛衰記　（1992年　シアターX）ギイフォアシー・シアター公演
- ヴァニティーズ(1993.10.29-30　渋谷ジァンジァン)Lady Ready Project公演
- 空が桃色になる日に（1996.3 下北沢OFFOFF劇場）Lady Ready Project公演（原作：谷津かおり　脚本・演出：花房徹）
- かしかしら（2002.1.31-2.3　西荻窪WENスタジオ）フリークランド公演
- 泣き虫勝ちゃん　近藤勇(2002.12.18-28　六行会ホール)幕末時代劇の会
- FARM パフォーマンス(2005.10.1-2　神楽坂セッションハウス)シアター21フェス
- FARMパフォーマンス(2006.7.1-2　神楽坂セッションハウス)シアター21フェス
- FARM-D パフォーマンス(2007.4.15 神楽坂セッションハウス)シアター21フェス
- 2つの同じドア(2007.8.9-12　吉祥寺シアター)Trans☆Project公演
- FARMパフォーマンス(2008.9.23　神楽坂セッションハウス)シアター21フェス
- FARMパフォーマンス(2009.5.23　神楽坂セッションハウス)シアター21フェス